# Tjønnholstinden
Tjønnholstinden er et bjerg der ligger syd for søen Gjende og nord for Leirungsdalen i Vågå Kommune. Innlandet fylke i Norge. På nordsiden ligger en 400 m lodret bjergside ned til Nordre Tjønnholet, en cirque med isbræ. Bjerget har to toppe med en smal bjergæg imellem. Vesttoppen er topunktet, den noget lavere østtop (2.318 moh.) går også under navnet Steinflytind. Tjønnholstinden er Norges 17. højeste bjergtop.

## Adkomst
Tjønnholstinden bestiges let fra flere sider. Kommer man fra øst kan det anbefales at gå over Høgdebrotet. Derfra går man op på snefeltet til Steinflytind. Herfra på ryggen til toppen.

## Eksterne kilder og henvisninger
Beskrivelse af Tjønnholstinden